# Баянаульський сільський округ
Баянау́льський сільський округ (каз. Баянауыл ауылдық округі, рос. Баянаульский сельский округ) — адміністративна одиниця у складі Баянаульського району Павлодарської області Казахстану. Адміністративний центр — село Баянаул.
Населення — 6264 особи (2021; 6071 у 2009, 5998 у 1999, 6265 у 1989).
Станом на 1989 рік існувала Баянаульська селищна рада (смт Баянаул). Село Шонай було утворене 2008 року.

## Склад
До складу округу входять такі населені пункти:
| Населений пункт | Старі назви | Населення, осіб (1989) | Населення, осіб (1999) | Населення, осіб (2009) | Населення, осіб (2021) |
| --------------- | ----------- | ---------------------- | ---------------------- | ---------------------- | ---------------------- |
| Баянаул, село   | -           | 6265                   | 5998                   | 5893                   | 6078                   |
| Шонай, село     | Лісхоз      | -                      | -                      | 178                    | 186                    |